# Acordo de cessar-fogo de Lusaca

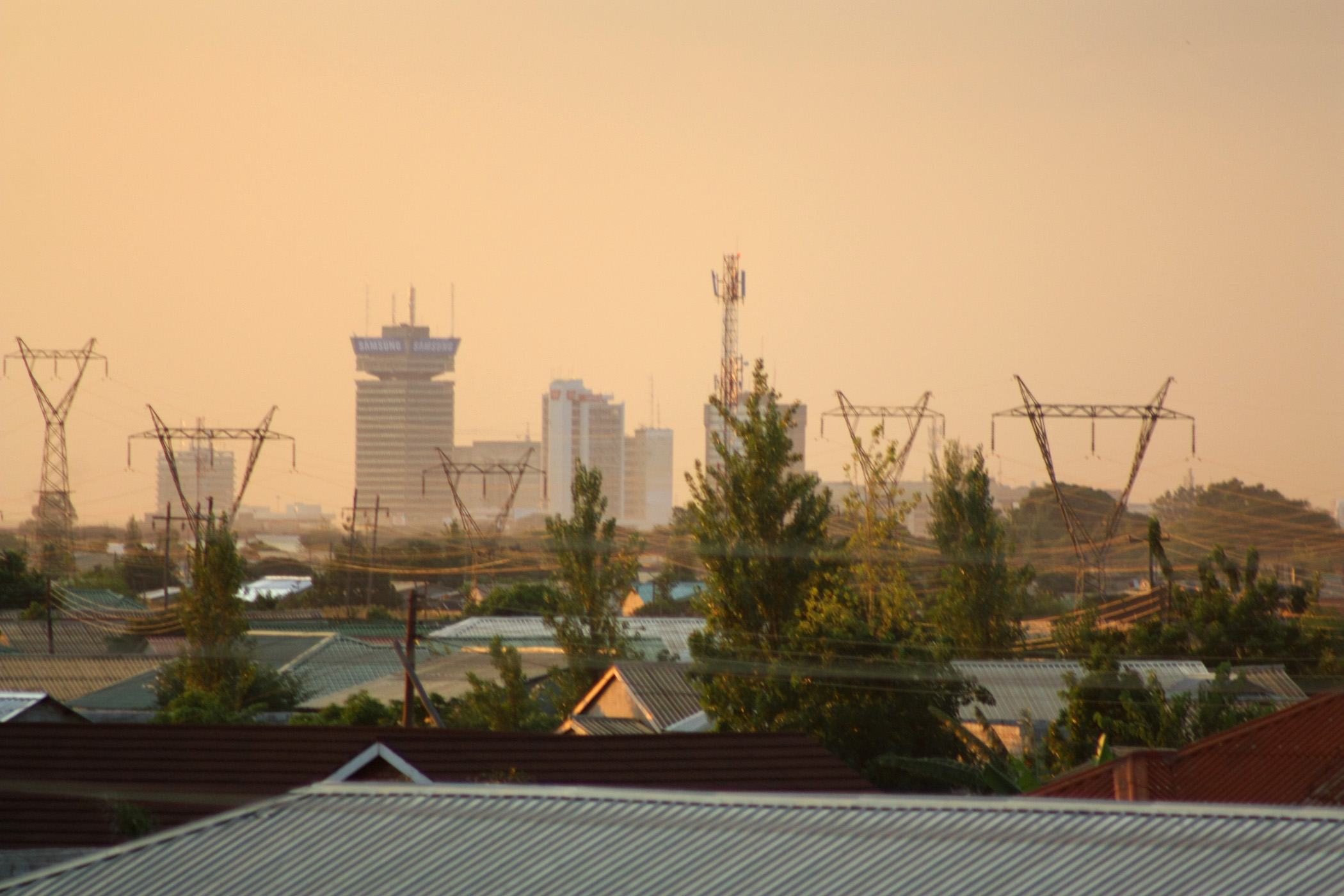
Lusaka (Zâmbia) ao entardecer

O Acordo de Cessar-Fogo de Lusaca tentou encerrar a Segunda Guerra do Congo através de um cessar-fogo, da libertação dos prisioneiros de guerra e pelo envio de uma força internacional de paz sob os auspícios das Nações Unidas. Os chefes de Estado de Angola,  República Democrática do Congo, Namíbia, Ruanda, Uganda, Zâmbia e Zimbábue assinaram o acordo em Lusaca, Zâmbia, em 10 de julho de 1999. 

## Negociação
Os representantes da Comunidade de Desenvolvimento da África Austral, da Organização da Unidade Africana e das Nações Unidas se encontraram em Lusaka e redigiram o acordo de cessar-fogo de 21 a 27 de junho de 1999. Os Ministros da Defesa e das Relações Exteriores das partes em conflito se encontraram de 29 de junho a 7 de julho para discutir o acordo.
O presidente zambiano Frederick Chiluba desempenhou um papel importante na assinatura do acordo em seu papel como Presidente da Iniciativa Regional para a Paz na República Democrática do Congo.

## Termos do tratado
As partes concordaram em interromper todas as operações militares dentro de 24 horas após a assinatura do acordo no Artigo I, cláusula 2, seção c. O Artigo I proibia qualquer movimento militar ou a transferência de armamentos para o campo de batalha e apelava a todas as nações para que respeitassem os direitos humanos e protegessem os civis. O Artigo III libertou todos os prisioneiros de guerra na cláusula 8 e deu à Cruz Vermelha Internacional a tarefa de ajudar os feridos na cláusula 9. A cláusula 11 solicitou a implantação de uma força de manutenção da paz das Nações Unidas de acordo com o Capítulo VII da Carta das Nações Unidas. O documento também solicitou que a OUA estabelecesse uma força temporária de manutenção da paz para combater grupos militantes até que a força da ONU chegasse. Mwesiga Laurent Baregu e Chris Landsberg da Academia Internacional da Paz criticaram esta disposição em 2003, dizendo que a OUA havia sido sobrecarregada e a SADC estava melhor equipada para lidar com o fardo.

## Implementação
O Secretário-Geral das Nações Unidas emitiu um relatório recomendando a implantação de uma missão de observação na RDC em 15 de julho de 1999. O Departamento de Estado dos Estados Unidos anunciou seu apoio a uma missão de paz em 23 de julho. O Movimento de Libertação do Congo (MLC) assinou o acordo em 1 de agosto. Cinco dias depois, o Conselho de Segurança das Nações Unidas aprovou a Resolução 1258, implantando pessoal de ligação militar nas capitais dos signatários do acordo de cessar-fogo e estabeleceu uma Comissão Militar Conjunta para supervisionar sua implementação. O grupo rebelde Reagrupamento Congolês para a Democracia (RCD) assinou o acordo em 31 de agosto. O Conselho de Segurança estabeleceu a Missão das Nações Unidas na República Democrática do Congo (MONUC) na Resolução 1273, aprovada em 5 de novembro, para 15 de janeiro de 2000. A Resolução 1279, aprovada em 30 de novembro, estendeu o mandato até 1 de março de 2000.